# Tectaria tricuspis
Tectaria tricuspis är en ormbunkeart som först beskrevs av Richard Henry Beddome, och fick sitt nu gällande namn av Edwin Bingham Copeland. Tectaria tricuspis ingår i släktet Tectaria och familjen Tectariaceae. Inga underarter finns listade.